# 賴斯蘭鎮區 (明尼蘇達州弗里伯恩縣)
賴斯蘭鎮區（英語：Riceland Township）是位於美國明尼蘇達州弗里伯恩縣的一個行政鎮區。

## 地方資料
賴斯蘭鎮區的面積為93.13平方千米，當中陸地面積為93.12平方千米，而水域面積為0.01平方千米。根據2020年美國人口普查的數據，當地共有人口428人，而人口密度為每平方千米4.6人。